# Titagarh
Titagarh (bengali টিটাগড়) är en stad längs Huglifloden i Indien. Den är belägen i distriktet North 24 Parganas i delstaten Västbengalen. Staden, Titagarh Municipality, ingår i Calcuttas storstadsområde och hade 116 541 invånare vid folkräkningen 2011.